# Hydraena subjuncta
Hydraena subjuncta är en skalbaggsart som beskrevs av Armand D'Orchymont 1930. Hydraena subjuncta ingår i släktet Hydraena och familjen vattenbrynsbaggar. Inga underarter finns listade i Catalogue of Life.